# Savignac-les-Ormeaux
Savignac-les-Ormeaux ist eine südfranzösische Gemeinde mit 397 Einwohnern (Stand 1. Januar 2022) im Département Ariège in der Region Okzitanien. Sie gehört zum Kanton Haute-Ariège und zum Arrondissement Foix.

## Lage und Klima
Der Ort Savignac-les-Ormeaux liegt in einer Höhe von ca. 680 m am Fluss Ariège in der historischen Region Sabarthès in den französischen Pyrenäen etwa 40 km (Fahrtstrecke) südöstlich von Foix. Der Kurort Ax-les-Thermes ist nur ca. 3 km entfernt; der 2408 m hohe Pass Port d’Envalira und damit die Grenze zu Andorra befindet sich etwa 37 km südlich. Das Klima ist gemäßigt; Regen (ca. 750 mm/Jahr) fällt übers Jahr verteilt.

## Bevölkerungsentwicklung
| Jahr                       | 1800 | 1851 | 1901 | 1954 | 1999 | 2018 |
| Einwohner                  | 258  | 540  | 435  | 305  | 399  | 398  |
| Quellen: Cassini und INSEE |      |      |      |      |      |      |

Die Mechanisierung der Landwirtschaft und die Aufgabe bäuerlicher Kleinbetriebe („Höfesterben“) führten in der ersten Hälfte des 20. Jahrhunderts zu einem Rückgang der Einwohnerzahlen.

## Wirtschaft
Die bis zu 2789 m hoch gelegene Gemeinde lebt im Wesentlichen von der Viehzucht, d. h. von der Milch- und Käsewirtschaft; aber auch die Forstwirtschaft und der Tourismus spielen eine gewisse Rolle.

## Geschichte
Im Ort gibt es einen – später mit einem schmiedeeisernen Kreuz versehenen und als „Menhir“ bezeichneten – Stein, der aber genauso gut ein Findling sein könnte.
Die Geschichte des Ortes geht wahrscheinlich bis ins 5. Jahrhundert zurück. Im 8. Jahrhundert befand er sich zeitweise unter maurischer Herrschaft. Im Mittelalter dominierten die Grafen von Carcassonne das Gebiet; sie gaben den Ort und eine Mühle an die Abtei Saint-Volusien in Foix, in deren Besitz er bis zur Französischen Revolution verblieb.

## Sehenswürdigkeiten
- Ein mit einem Eisenkreuz versehener Findling oder Menhir steht am Fluss.
- Ein im Jahr 1240 erstmals erwähntes Château de Savignac wurde vom 16. Jahrhundert an um- oder neu gebaut, ist aber insgesamt eher unscheinbar. Es befindet sich in Privatbesitz.
- Eine ältere Kirche am Ort war den Hll. Fabianus und Sebastianus geweiht. Die unter dem (seltenen) Patrozinium des Hl. Volusianus von Tours stehende Kirche Saint Volusien ist ein stilistisch zwischen Neuromanik und Neugotik anzusiedelnder Bau vom Beginn des 20. Jahrhunderts.